# Uladzimir Sasimovič
Uladzimir Mikalaevič Sasimovič, accreditato come Vladimir Sasimovich dalla IAAF (in bielorusso Уладзімір Мікалаевіч Сасімовіч?, in russo Владимир Николаевич Сасимович?, Vladimir Nikolaevič Sasimovič; 14 settembre 1968), è un ex giavellottista bielorusso.

## Biografia
Il 20 giugno 2004 viene trovato positivo ad un test antidoping allo stanozololo e squalificato 2 anni dalle competizioni, dal 2 agosto 2004 al 1º agosto 2006.

## Palmarès
| Anno | Manifestazione    | Sede       | Evento                 | Risultato | Misura  | Note |
| ---- | ----------------- | ---------- | ---------------------- | --------- | ------- | ---- |
| 1986 | Mondiali juniores | Atene      | Lancio del giavellotto | Oro       | 78,84 m |      |
| 1987 | Europei juniores  | Birmingham | Lancio del giavellotto | Argento   | 73,24 m |      |
| 1991 | Mondiali          | Tokyo      | Lancio del giavellotto | Bronzo    | 87,08 m |      |
| 1993 | Mondiali          | Stoccarda  | Lancio del giavellotto | 7º        | 78,70 m |      |
| 1994 | Europei           | Helsinki   | Lancio del giavellotto | 8º        | 78,88 m |      |
| 1995 | Mondiali          | Göteborg   | Lancio del giavellotto | 13º       | 78,94 m |      |
| 1996 | Olimpiadi         | Atlanta    | Lancio del giavellotto | nm        | nm      |      |
| 1997 | Mondiali          | Atene      | Lancio del giavellotto | 16º       | 77,38 m |      |
| 1999 | Mondiali          | Siviglia   | Lancio del giavellotto | 15º       | 80,18 m |      |
| 2000 | Olimpiadi         | Sydney     | Lancio del giavellotto | 24º       | 78,04 m |      |